# Lusławice (Zakliczyn)
Lusławice ist ein Dorf der Gemeinde Zakliczyn im Powiat Tarnowski der Woiwodschaft Kleinpolen in Polen.

## Geographie
Der Ort liegt am rechten Ufer des Flusses Dunajec. Die Nachbarorte sind die Stadt Zakliczyn im Westen, Roztoka im Nordwesten, Wróblowice im Nordosten, sowie Kończyska und Faściszowa im Süden.

## Geschichte
Der Ort wurde Laut der Familientradition der ersten bekannten Dorfsbesitzer, der Familie Gierałt, vom deutschen Ritter Lucław, einem Sohn von Gerard, gegründet, der mit den Brüdern Wojsław und Przecław 1231 in Polen ankam. 1243 verkaufte er das Dorf an den Krakauer Kastellan Wyżdża. Der Ort wurde jedoch im Jahr 1326 als Luczlauici erstmals urkundlich erwähnt. Der patronymische Name ist vom slawischen Personennamen Ludsław (=Ludzisław) abgeleitet.
Politisch und administrativ gehörte das Dorf zum Königreich Polen (ab 1569 Adelsrepublik Polen-Litauen), Woiwodschaft Krakau, Kreis Sącz.
Im 16. und 17. Jahrhundert wurde der Ort ein Zentrum der Arianer, d. h. der Polnischen Brüder. Die Gemeinde der Brüder hatte kein Kirchengebäude am Ort, aber 1570 wurde dorthin die Druckerei der Brüder aus Pińczów verlegt, außerdem gab es dort eine Hochschule der Brüder. Im Jahr 1604 starb dort Fausto Sozzini, der wichtigste arianische/unitaristische Theologe in Polen. In Lusławice verweilten auch die arianischen/unitaristischen Theologen Peter Statorius d. J. und Jonas Schlichting. Achacy Taszycki, der Sponsor der Schule, änderte später seine Konfession auf römisch-katholisch und brannte das Pfarrgebäude im Jahr 1655 nieder.
Bei der Ersten Teilung Polens kam Lusławice 1772 zum neuen Königreich Galizien und Lodomerien des habsburgischen Kaiserreichs (ab 1804).
1918, nach dem Ende des Ersten Weltkriegs und dem Zusammenbruch der k.u.k. Monarchie, kam Lusławice zu Polen. Unterbrochen wurde dies nur durch die Besetzung Polens durch die Wehrmacht im Zweiten Weltkrieg.
Zwischen 1954 und 1972 war der Ort Teil der Gromada Zakliczyn.
Von 1975 bis 1998 gehörte Lusławice zur Woiwodschaft Tarnów.

## Sehenswürdigkeiten
- Gutshof (19. Jahrhundert), ab 1976 bis 2020 im Besitz von Krzysztof Penderecki

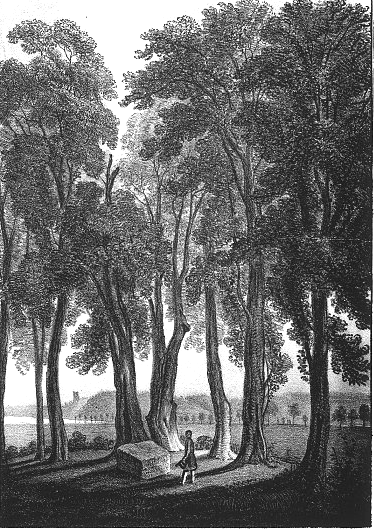
Grab von Fausto Sozzini
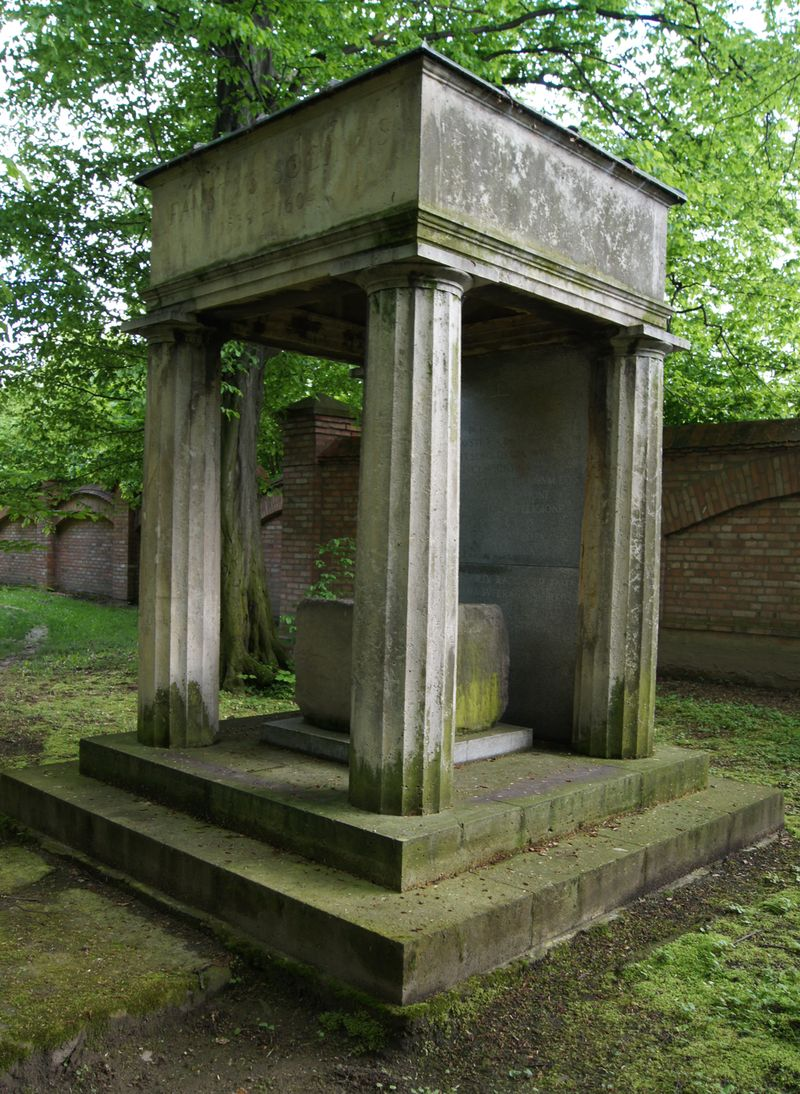
Mausoleum von Fausto Sozzini
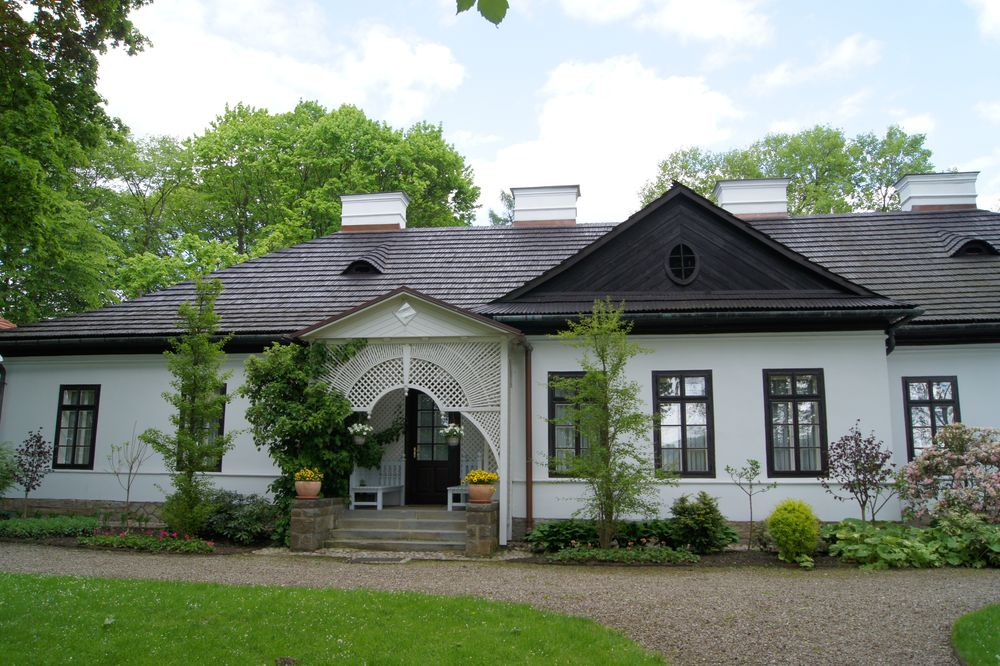
Gutshof von Krzysztof Penderecki

- Grab von Fausto Sozzini
- Mausoleum von Fausto Sozzini
- Gutshof von Krzysztof Penderecki